# Andrés García, Paraíso
Andrés García är en ort i Mexiko.   Den ligger i kommunen Paraíso och delstaten Tabasco, i den sydöstra delen av landet, 600 km öster om huvudstaden Mexico City. Andrés García ligger 5 meter över havet och antalet invånare är 298. Den ligger på ön Isla Andres Garcia.
Terrängen runt Andrés García är mycket platt. Havet är nära Andrés García åt nordost. Runt Andrés García är det ganska tätbefolkat, med 108 invånare per kvadratkilometer. Närmaste större samhälle är Paraiso, 7,4 km sydväst om Andrés García. Trakten runt Andrés García består huvudsakligen av våtmarker.